# Celestin III.
Celestin III., rođen kao Giacinto Bobone, papa od 30. ožujka 1191. do 8. siječnja 1198. godine. Vodio je podrijetlo iz obitelji Orsini.